# Pöttschinger Straße

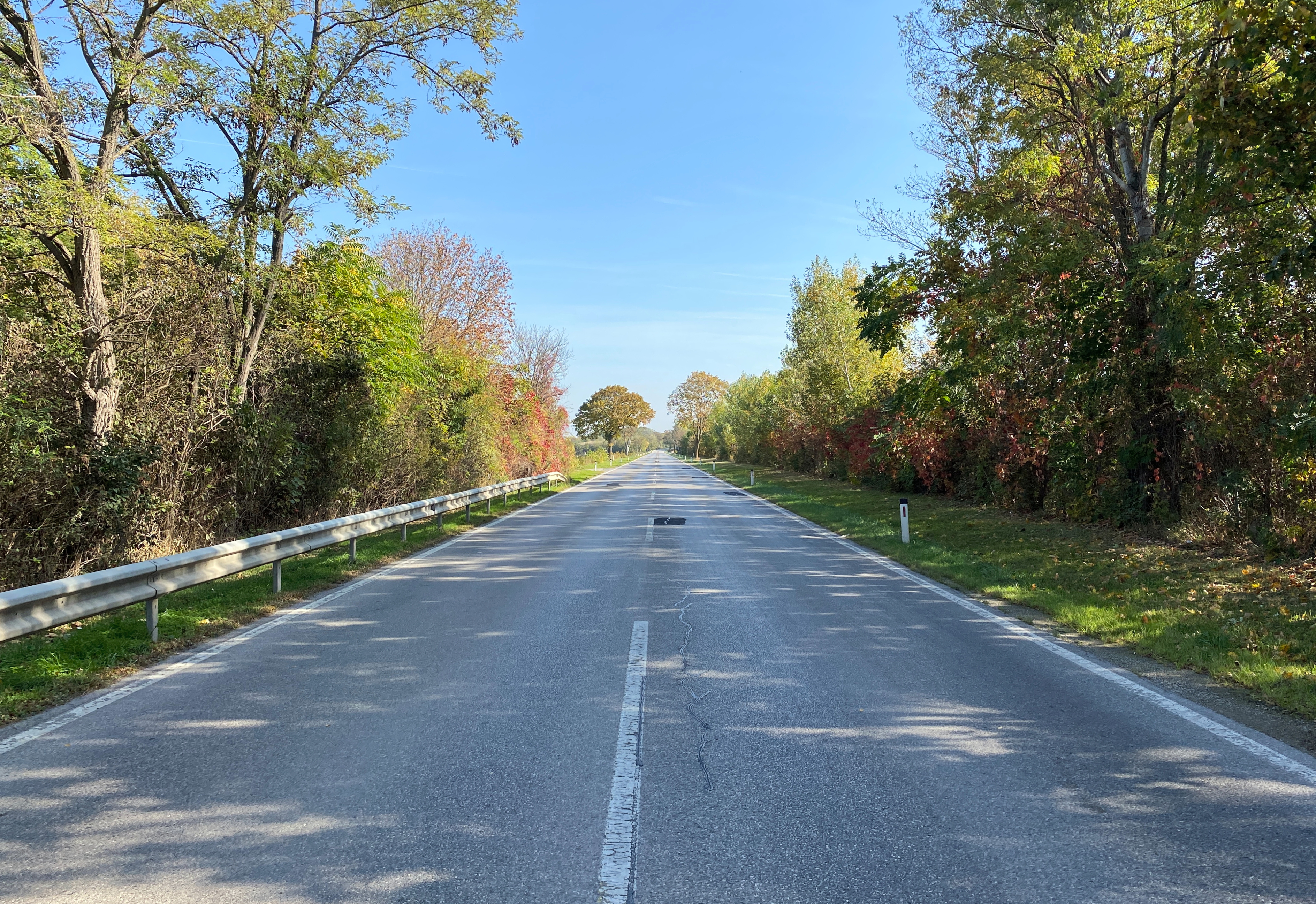
Die Pöttschinger Straße B 53 bei Lichtenwörth in Niederösterreich nordöstlich von Neudörfl

Die Pöttschinger Straße B 53 verbindet heute Wiener Neustadt (B17) auf einer Länge von 17,8 km mit Zemendorf (B 50). Sie führt dabei zunächst nach Neudörfl und dann weiter auf der ehemaligen B 304 über das namensgebende Pöttsching nach Krensdorf, Kleinfrauenhaid und schließlich Zemendorf.
B 53 war früher die Bezeichnung der Mattersburger Straße von Wiener Neustadt über Neudörfl, Bad Sauerbrunn und Sigleß nach Mattersburg. 

## Geschichte

### Ursprünge
Das Burgenland gehörte bis 1921 zu Ungarn. Sämtliche Straßen im nördlichen Burgenland waren auf die Komitatshauptstadt Ödenburg (Sopron) ausgerichtet. Die Strecke von Ödenburg über Pöttsching bis in die niederösterreichische Stadt Wiener Neustadt wurde deshalb 1854 als ungarische Landesstraße geführt. 1926 wurde das burgenländische Straßennetz neu geordnet und an die veränderten Staatsgrenzen angepasst. Die Wiener Neustadt-Ödenburger Straße von Neudörfl über Pöttsching und Zemendorf bis zur ungarischen Grenze bei Schattendorf wurde durch das burgenländische Landesgesetz vom 9. Februar 1927 zur Landesstraße erklärt.

## Verkehr

### Frühere Hauptstraßen und Bezeichnungen
Die Wiener Neustädter Straße von Wiener Neustadt über Pöttsching bis zur ungarischen Staatsgrenze bei Schattendorf wurde durch Verordnung der Bundesregierung vom 9. Juni 1933 zur Bundesstraße erklärt. Bis 1938 wurde diese Bundesstraße als B 16 bezeichnet. Nach dem Anschluss Österreichs wurde diese Straße im Zuge der Vereinheitlichung des Straßensystems am 1. April 1940 in eine Landstraße I. Ordnung umgewandelt und als L.I.O. 67 bezeichnet. Seit dem 1. Jänner 1949 gehört die Wiener Neustädter Straße wieder zum Netz der Bundesstraßen in Österreich. Seit dem 1. September 1971 gilt der östliche Streckenabschnitt zwischen Zemendorf und der ungarischen Staatsgrenze nicht mehr als Bundesstraße.

### Ersetzungen
Gemäß Bundesstraßengesetz von 1971 sollte die Eisenstädter Schnellstraße S 4 die Wiener Neustädter Straße ersetzen. Die freiwerdende Nummer B 53 wurde an die  Mattersburger Straße vergeben, die von Wiener Neustadt über Sauerbrunn bis Mattersburg führt und erst seit dem 1. Jänner 1972 zum Netz der Bundesstraßen in Österreich gehört. Da der Verkehr auf dieser Straße aufgrund der Eröffnung der Mattersburger Schnellstraße S 4 jedoch immer mehr abnahm, wurde diese Strecke 1986 aufgelassen und die Bezeichnung B 53 für die bis dahin als B 304 bezeichnete Pöttschinger Straße übernommen.
Die Pöttschinger Straße befand sich wie die anderen ehemaligen Bundesstraßen in der Bundesverwaltung. Seit 1. April 2002 steht sie unter Landesverwaltung und führt zwar das B in der Nummer weiterhin, nicht aber die Bezeichnung Bundesstraße.